# Stefano Buschini
Stefano Buschini (La Spezia, 5 giugno 1961) è un direttore di coro italiano.

## Biografia
Parallelamente agli studi universitari ha studiato pianoforte, musica corale e direzione di coro, con Giovanni Acciai, Marco Berrini e Bruno Foti. Si è diplomato in Direzione di Coro (Biennio Specialistico) con il massimo dei voti al Conservatorio "G. Puccini" della Spezia. Si è specializzato in prassi esecutiva della polifonia vocale rinascimentale con Giovanni Acciai; ha frequentato corsi di specializzazione e master classes con Stephen Woodbury, Peter Phillips, Per-Gunnar Alldhal, Carl Hogset, Gary Graden, Ghislaine Morgan, The King's Singers, The Hilliard Ensemble.
Nel 2010 si è recato nel Regno Unito per seguire il coro del Sidney Sussex College di Cambridge, studiando con il direttore musicale David Skinner.
È il direttore del gruppo vocale Il Convitto Armonico, di cui è fondatore; è altresì cantore nel quartetto vocale maschile formatosi all'interno del gruppo. Con il Convitto ha tenuto più di 200 concerti e alla guida del coro ha ottenuto il primo premio ai concorsi di Marano Vicentino (1996), Quartiano (1997), concorso nel quale è stato altresì premiato per la migliore esecuzione del brano d'obbligo di Franchino Gaffurio e per la migliore esecuzione del brano libero, Quarona Sesia (1997), Gran Premio Efrem Casagrande di Vittorio Veneto, 1º premio assoluto nel 2006 al concorso corale nazionale di Zagarolo e sempre nel 2006 5º premio assoluto al concorso corale nazionale di Arezzo.
Ha registrato per Tactus alla guida del Convitto un compact disc con musiche di Marc'Antonio Ingegneri (Feria Quinta in Coena Domini) accolto positivamente dalla critica nazionale ed estera. È stato a più riprese membro di giuria in concorsi corali nazionali. Ha pubblicato sempre per Tactus nel 2008 il cd "O quam gloriosum" con messa omonima, mottetti e inni di Tomas Luis de Victoria.
Nel 2012 realizza un progetto anche discografico, con Tactus, di studio, interpretazione e valorizzazione dell'opera corale del compositore lodigiano Franchino Gaffurio (1451-1522). Esce nel 2013 il cd dedicato a questo importante compositore rinascimentale, con una selezione delle più rappresentative composizioni corali, compresa la Missa de Carneval, una delle più significative dell'opera gaffuriana. Il cd vede ancora una volta Buschini alla direzione del gruppo vocale "Il Convitto Armonico".
Nel 2014 intraprende un progetto di studio di una delle messe di Giovanni Pierluigi da Palestrina, identificando la sorgente base della composizione, non ancora accertata dalla critica. Nel 2015 iniziano le registrazioni di quello che dovrebbe essere un importante contributo allo studio dell'opera del Prenestino.
Stefano Buschini ha operato anche come organizzatore musicale. Nel 1989 ha fondato il "Centro Corale Concertistico Borghetto di Vara", costituendo il primo centro per la didattica corale in Val di Vara (La Spezia), tenendo corsi e lezioni sulla vocalità, sulla teoria musicale e sul repertorio corale, e dirigendo il coro fino al 1992. 
| Controllo di autorità | VIAF (EN) 73807476 · ISNI (EN) 0000 0000 5010 2807 · LCCN (EN) nr2004033696 · BNF (FR) cb167651765 (data) |